# Synagoga Józefa Kona w Łodzi
Synagoga Józefa Kona w Łodzi – prywatny dom modlitwy znajdujący się w Łodzi przy ulicy Drewnowskiej 32.
Synagoga została zbudowana w 1898 roku z inicjatywy Józefa Kona. Mogła ona pomieścić 30 osób. Podczas II wojny światowej hitlerowcy zdewastowali synagogę.